# Palác Templ
Palác Templ je sídelní hejtmanský pozdně gotický palác v Mladé Boleslavi postavený na přelomu 15. a 16. století na adrese Krajířova 102/4, nedaleko zdejšího Staroměstského náměstí. Jedná se o jednu z nejstarších a architektonicky nejcennějích staveb ve městě. Je evidován jako kulturní památka.

## Historie
Městský palác byl vystavěn mezi lety 1488 a 1502 pro šlechtice a hejtmana Jana Císaře z Hliníka. Ten přišel do Mladé Boleslavi okolo roku 1484, posléze zastával funkci správce boleslavského panství a roku 1487 byl majitelem zdejších panství Ctiborem Tovačovským z Cimburka jmenován vůbec prvním hejtmanem pověřeným sjednocenou správou boleslavského, michalovického a bezdězského panství. Tuto funkci pak zastával patrně do roku 1495. Stavba vznikala již v době téměř kompletního zastavění pískovcového ostrohu okolo hlavního náměstí, na kamenné podstavě při západním srázu ostrohu. Nelze však vyloučit, že budova vznikla na místě starší stavby. Stála v místě někdejší příjezdové cesty do města.
V průběhu dalších staletí dům opakovaně měnil soukromé majitele šlechtického či měšťanského původu a byl také několikrát přestavován.

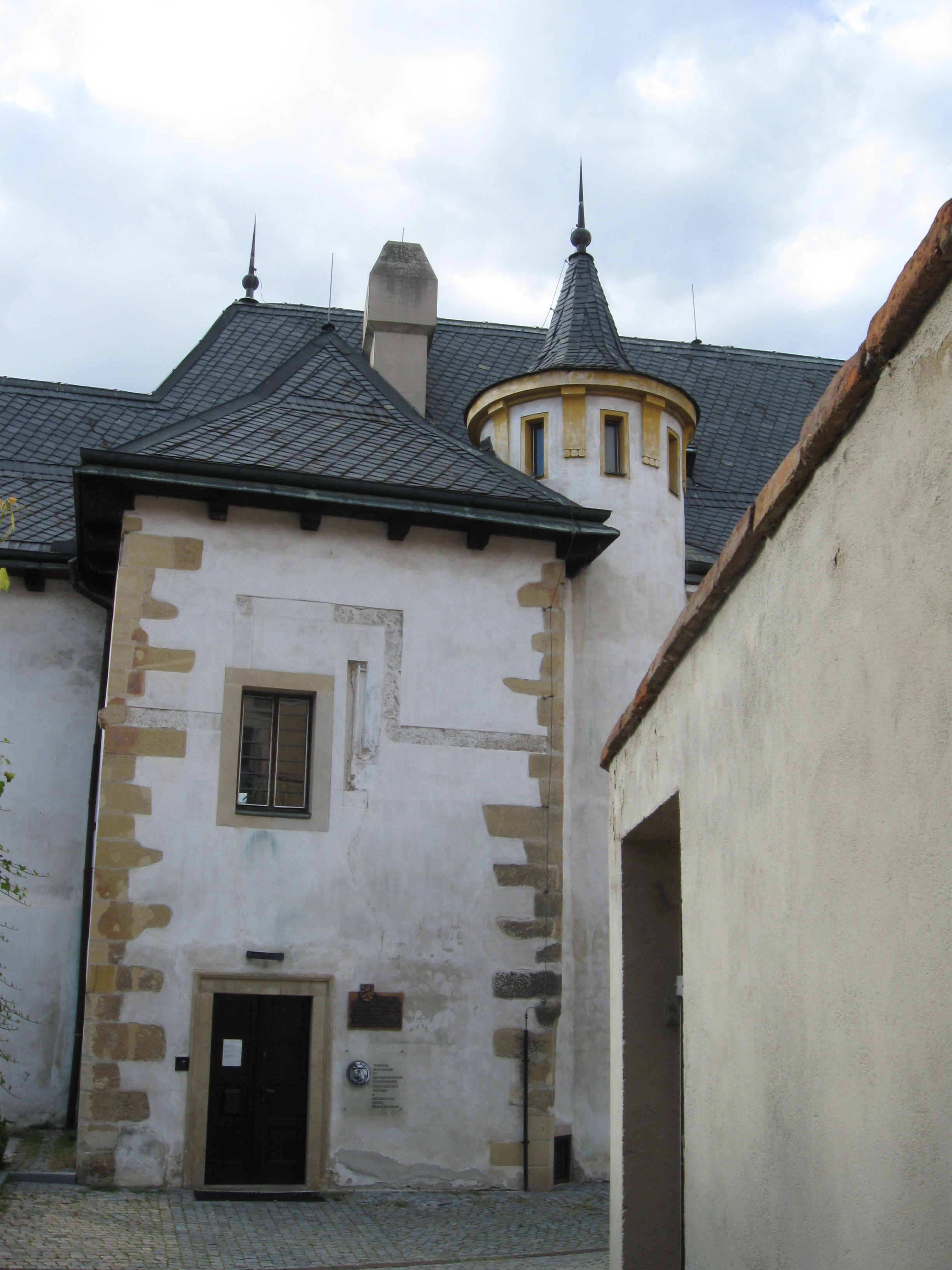
Pohled na palác z Krajířovy ulice

Roku 1886 jej pak pro své účely získal Krajský muzejní spolek, který zde pak od roku 1887 instaloval své expozice a budovu využíval do roku 1910. Po vzniku Československa byl stavebně upraven na modlitebnu Církve československé husitské. V době komunistického Československa postupně vinou nevyvužívání a nedostatečné údržby chátral, což roku 1977 zapříčinilo zřícení části střechy. Následně byl z veřejných prostředků opraven a nadále slouží pro pořádání veřejných kulturních a společenských akcí.
Jeho název, Templ, vznikl na základě nijak nepodložené pověsti o jeho vzniku ze zadání Jana I. z Michalovic, mocného velmože krále Václava II., který jej měl nechat vystavět v souvislosti se svým údajným spojením s řádem templářů. Jméno se obecněji uchytilo až v 19. století.

## Popis
Budova je tříposchoďovým objektem, který kompenzuje prudký svah vedoucí k nedaleké řece Jizeře. Je postavena z kamenného omítnutého zdiva a zakončena mohutnou sedlovou střechou. Při jižní straně stavby se nachází nevelký prostor zahrady.